# Río Chiese
El Chiese, también conocido en la provincia de Brescia como el Clisi, es un río italiano de 160 km de largo que es el principal inmisario y único emisario del subalpino lago Idro, y es afluente por la izquierda del Oglio. 
El río surge en el Adamello en la provincia de Trento y recorre el Val di Fumo y el Val di Daone formando los embalses Lago de Malga Bissina y Lago de Malga Boazzo. En Pieve di Bono si entra en los valles inferiores de Giudicarie recibiendo las aguas del torrente Adanà. Más al sur fluye al lago de Idro cerca de Bondone y entra en Lombardía y la provincia de Brescia. 
Después de dejar el lago, el río atraviesa el Val Sabbia llegando hasta Roè Volciano. Aquí entra en la llanura padana y fluye hacia el sur a través de Gavardo, Calcinato, Montichiari, Carpenedolo y Acquafredda, entra en la provincia de Mantua en Asola, antes de unirse al Oglio desde la izquierda en el valle de Acquanegra sul Chiese. 

## Explotación como una fuente de energía hidroeléctrica
Como su gemelo el Sarca, el río nace en los glaciares del Parque natural provincial del Adamello-Brenta y sus aguas son usados de manera intensa para la producción de energía hidráulica. Dentro de la zona altamente restringida de su cuenca hidrológica por encima del lago de Idro hay al menos cuatro lagos artificiales y tres centrales hidroeléctricas. El curso bajo del río se encuentra en la Lombardía y se usa también con este propósito.